# 羅英徳
羅 英徳（ら えいとく /ルォ・インドゥ、1914年（民国3年）3月3日 - 1988年9月1日）は、中華民国空軍の軍人、エースパイロット。撃墜数5。最終階級は空軍二級上将。

## 生涯
広東省番禺県の富裕商人の子。第8夫人の息子で、兄弟姉妹は40人おり、羅はその27人目であった。両親は不仲であったため、父親とは離れて番禺里羅辺村で母親と一緒に暮らしていた。9歳の時、母が亡くなると広州に移住。広州市培正中学を経て金陵大学物理系二年生の時、第一次上海事変が勃発、青年義勇軍に参加。国立同済大学附属医院で働いていた姉の羅宝玉が巻き込まれ死亡。これに憤慨して大学を中退し中央航空学校を受験、1933年9月1日入学駆逐科3期生として入学した。杭州の撫東高橋大営房にあった航校入伍生隊（長：石邦藩）にて基礎訓練を受けたのち、王叔銘より飛行訓練を習う。1934年12月30日、卒業。1935年、中央航空学校教官。のちに第8隊（長：高志航）飛行員となり、1936年3月3日に少尉任官。当時の第8隊の使用機はフィアット CR.32であった。のちに、広西空軍第1隊を再編した第3大隊第7隊（長：郝鴻藻）分隊長に転属、使用機はカーチス・ホークⅢとなった。

### 山下七郎大尉の撃墜
1937年の日中戦争勃発後、第二次上海事変にて森澄夫三空曹の95式水偵に撃墜された梁鴻雲の後任として8月16日に第5大隊第24中隊（長：劉粋剛）副隊長に就任、南京防空戦につく。9月26日朝、張韜良と警戒任務に就いていたところ、紫金山上空にて単独で偵察していた十三空分隊長・山下七郎大尉（兵五七期）の九六式艦戦を発見、銃撃を加える。九六戦はすぐさま雲の中に逃げ込んだ。羅は機体が雲から出てくるところを待っていたが、雲から出てきた九六戦は燃料が尽き、嘉定の田んぼに不時着して横転した。その後、陸軍兵士たちが昏倒した搭乗員を収容するところを見届けると帰投した。
大校場飛行場への帰投後、丁普明副総站長より搭乗員を捕らえた第302団の団長から、搭乗員の名前は山下大尉であるとの電話を受けた事を聞き、前敵總指揮部の戦闘報告書に山下の名前と共同で撃墜した旨を記入した。28日午後5時、羅店への偵察任務を終えた後、総站長の石邦藩より捕虜収容所として利用されていた中央体育場に収容されていることを聞く。2人が赴くと、山下の他には8月15日に曹娥江にて撃墜された95式水偵観測員の少尉、9月上旬に靖江にて撃墜された能登呂の95式水偵飛行員の飛行兵曹の2名が収容されていた。収容所は航空委員会特務旅の管轄であったが、観測員の包帯は張り替えられず傷口が腐敗するなど環境が劣悪であったため、石はすぐさま軍医を手配し、治療を行った。「自分は敗軍の将だから手当てをしてくれるな」と言う山下に、羅は「腕の傷の手当てをしなかったら、あなたは死んでいただろう」「我々はともに軍人であり、国家のために本分を尽くして戦ったのである。しかし我々同士は互いに仇敵ではない。あなたも一生懸命戦って堕とされたのだから恥じる事はない」と通訳の王少康上士越しに答えた。山下と観測員の少尉は次第に恩義を感じるようになり、自分が捕虜となっていることを伏せて記録上捕らえられた後に傷で死亡したとする事、完全に自由の身にする事、以上を自分たちの生前に公表しない事、以上を守るならば中国空軍に協力してもいいと言った。羅は40年後に公表する約束をし、自身の戦闘記録を抹消した。
山下他一名は羅と王少康のはからいで中国に帰化し、1938年1月に中国人と結婚、空軍監察大隊の雇員となる。残る飛行兵曹は抵抗し続け、南京陥落前の10月17日に漢口への移送時、警備兵に暴行を加えたためやむなく羅によって射殺された。
羅はその後も山下と度々会っており、1939年時点では航空学教授で暗号作成に携わっていた張超西の下で諜報活動に関わり、戦後は蘭州で数学教師になった。最後に会ったのは英国赴任直前の1948年4月で、酒を酌み交わし、2時間余り談笑した。最後に仏間に通され、「私には信仰心があるからそれが返って来た。羅上校、君には慈悲の心があるから、将来はきっといいものになるよ」と告げられたという。その後、大陸が共産党に制圧されて中華人民共和国が成立し、山下の消息は分からなくなる。1950年6月に英国より帰国してそのことを知ると、東京大使館の駐日武官・陳昭凱宛に「山下七郎は捕虜となった後に病気のため獄死した」との旨を日本当局に伝えるよう打電した。
一方、同じく航空兵捕虜だった白浜幸吉軍曹や、収容所内で非服従運動を展開していた陸軍第1飛行集団参謀の山田信治少佐は、山下は不時着した際すぐに昏倒したのではなく、敵兵と格闘して喉を刺され昏倒した、その後も白浜と会う39年の少し前まで声が出なかったと本人が言っていた、自由の身とはならず西安第1捕虜収容所、成都の航空委員会捕虜収容所でも反攻し続けて看守を手こずらせており「そのうち脱走してやる」と息巻いていた、山田が来てからは彼に同調して更に強硬となったため、扇動者と見なされて終戦後処刑された、と全く異なる証言をしている。ただし、羅が山下の撃墜とその後を公表する前の1981年に中山雅洋が北京で人民解放軍空軍の関係者に山下の事を尋ねたところ、その消息は掴めなかったものの、前述の蘭州で教師になった事を噂で聞いた者はいたという。
羅が山下大尉を撃墜した旨を公表したのは、39年後の1986年の事であった。

### 大隊長へ
1937年9月7日、空軍中尉。1937年10月以降、第5大隊も連戦を強いられ、羅の体重は14キロも減少していた。12月7日、南京を離脱する蔣介石専用機の護衛につき、11日に撤退を完了させた。この間、9日に24中隊長に就任、また壊滅状態だった空軍第7隊隊長も兼任し、移駐再編業務を担う。翌年、南昌にてソ連空軍志願隊戦闘機隊長アレクセイ・ブラゴヴェシチェンスキーとの共同作戦を行う。5月下旬、第4大隊第21中隊長。徐州会戦にて負傷。その後も肺を負傷し、成都にて療養生活を強いられる。
1940年の復帰後、第3大隊（長：劉志漢）副大隊長。同大隊長就任後の1941年3月、英領インドに赴きP-40B、のちにはP-43、P-66の受領任務に就く。のち第5大隊大隊長。第5大隊は1941年5月26日、蘭州の天水飛行場にて鈴木實大尉らの零戦に機体を破壊されて以来、懲罰措置として大隊番号を取り消され「無名大隊」と称されており、部隊員は全員飛行服の胸に「恥」の文字を縫い付けさせられていた。これらの屈辱的措置はかえって逆効果となり、部隊の士気は低下していた。羅は大隊長就任の条件として、これらの懲罰措置を取り消すよう要請。

### 参謀から副総司令へ
1941年以降はビルマにいたが、42年3月、着陸に失敗し負傷。以後前線を離れ、空軍参謀学校2期生。翌年卒業後は作戦参謀に転じ、航空委員会参謀処科長、中美空軍混合団連隊指揮部参謀長、第1路司令部参謀長（長：張廷孟）。重慶にいた頃、韓国光復軍総務処長の崔用徳の要請で文書の輸送に協力した。終戦時、航空委員会参謀処副処長。復員業務や韓国光復軍の支援業務に関わった。9月、米国空軍参謀学校正科班26期生。
帰国後、空軍総司令部作戦処処長を経て西安の空軍第3軍区（長：劉国運）参謀長。1946年冬、北平及び瀋陽に派遣され、北平指揮所と瀋陽指揮所の主任となった。東北韓僑事務処長の金弘壹と知り合い、北平と天津で活動していた崔用徳に輸送関連で協力した。当時、青島と北平にはアメリカ陸軍の航空隊1個大隊と1個中隊がそれぞれ駐留しており、その大隊長がアメリカ留学時の同期生だったので協力を得られた。これにより毎日、米軍機は天津、北平、瀋陽、ソウル、青島を飛行した。崔に、いくつかの文書と何人かの韓国人の輸送を依頼されると米軍機に援助させた。戦後に再会した当初の崔は身に着けている服と靴がぼろぼろであり、それについて崔から「服はあるが、友人に与えた」と聞くと、羅は、倉庫にある日本人の冬服を彼らに供給した。
1946年11月22日、空軍中校。1948年4月下旬、駐英空軍武官。当時、国民党の敗色は濃厚となっており、本国から給与も送られず苦しい状況を強いられた。そんな中、国民政府を見限ろうとした英国当局は軍備購入資金100万ポンド（400万ドル）余りを凍結する準備にかかろうとしたため、防共の意義を説得して阻止した。この出来事で蔣介石の信任を受ける。
帰国後、台湾で勤務を始め、国防部第二庁副庁長、空軍総司令部情報署署長（1950年12月1日）、作戦署署長、1956年空軍作戦司令、1957年、空軍総司令部参謀長を経て、1961年6月に国防部情報参謀次長。1963年、南ベトナムのクーデターでゴ・ディン・ジエム政権が倒れると駐在武官の李筱堯と連絡を取り現地の情報収集に努めた。1966年3月、空軍副総司令。
1970年6月29日、空軍二級上将。1970年7月、参謀本部特別助理官。同年9月、駐韓国全権大使。1975年帰国し総統府戦略顧問。77年7月に退役し、総統府国顧問。
1987年末、膵臓がんが発見され手術を受けるが再発。翌年春、渡米しロサンゼルスにて治療を受けるも9月1日夜に死去した。9月30日午前9時半，台北市新生南路恩堂にて葬儀が執り行われた。

## 親族
- 弟：英哲：広東航空学校第6期甲班卒業、上校、1964年退役[27]
  - 甥：志一：空軍上校
- 弟：羅英培

## 人物像
趣味は読書で、漁業、農業、気象、史地、神学など様々な分野に関心を寄せており、国防部長の兪大維とは戦術本を貸し合ったり、読書会を開く仲であったという。また、理系出身ながら漢詩の心得もあり、駐英武官赴任前に山下との別れの際、「送山下兄之蘭州」との漢詩を寄せている。
飛行教官だった崔用徳との縁で独立運動家を知り、文書や人員、OSS訓練器材など主に輸送の面で韓国独立運動を支援した。韓国臨時政府の文書100部を収集し、その影印本を韓国国会に送ったりもした。

## 著書・寄稿
- 「中国においての韓国空軍 - 崔滄石の活動を中心に」（中國에서의 韓國空軍-崔滄石의 活動을 中心으로） - 韓國精神文化硏究院編『韓國獨立運動史資料集』収録、1983年
- 「戰場以外之記憶」 - 『中國的空軍』五七二期ほか収録、1986年

## 栄典
- 五星星序奨章 - 1939年5月16日
- 六等雲麾勲章（中国語版） - 1943年10月10日[29]
- 三等空軍復興栄誉勲章 - 1944年11月6日[30]
- 二等空軍復興栄誉勲章 - 1946年1月19日[31]
- 忠勤勲章 - 1946年7月11日[32]
- 一等空軍復興栄誉勲章 - 1946年8月19日[33]
- 洛書勲章 - 1947年4月15日[34]
- 乾元勲章 - 1947年5月12日[35]
- 二等景星勲章（中国語版） - 1970年9月26日[36]
- 修交勲章光化章 - 1975年2月5日[37]
- 光華奨章
- 干城獎章
- 彤弓獎章
- 宣威獎章